# Diócesis de Osnabrück
La diócesis de Osnabrück (en latín: Dioecesis Osnabrugensis y en alemán: Bistum Osnabrück) es una circunscripción eclesiástica de la Iglesia católica en Alemania. Se trata de una diócesis latina, sufragánea de la arquidiócesis de Hamburgo. Desde el 28 de mayo de 2024 su obispo es Dominicus (Michael) Meier, de la Congregación de Santa Otilia.

## Territorio y organización

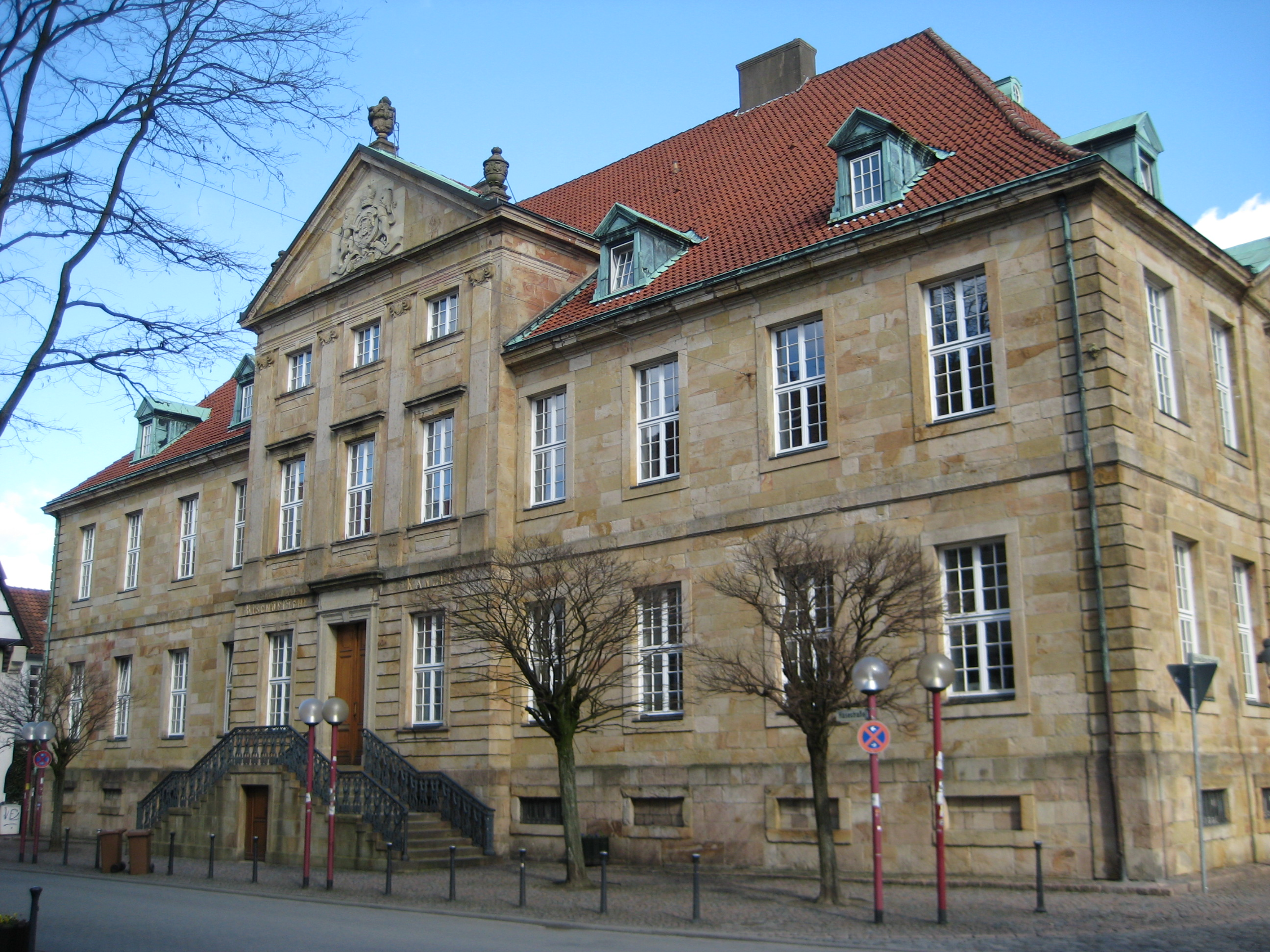
Antigua cancillería del príncipe episcopal en Osnabrück

La diócesis tiene 12 580 km² y extiende su jurisdicción sobre los fieles católicos de rito latino residentes en parte de los estados de Baja Sajonia y estado de Bremen. Su territorio corresponde a la parte occidental del antiguo Reino de Hannover, al oeste del río Weser.

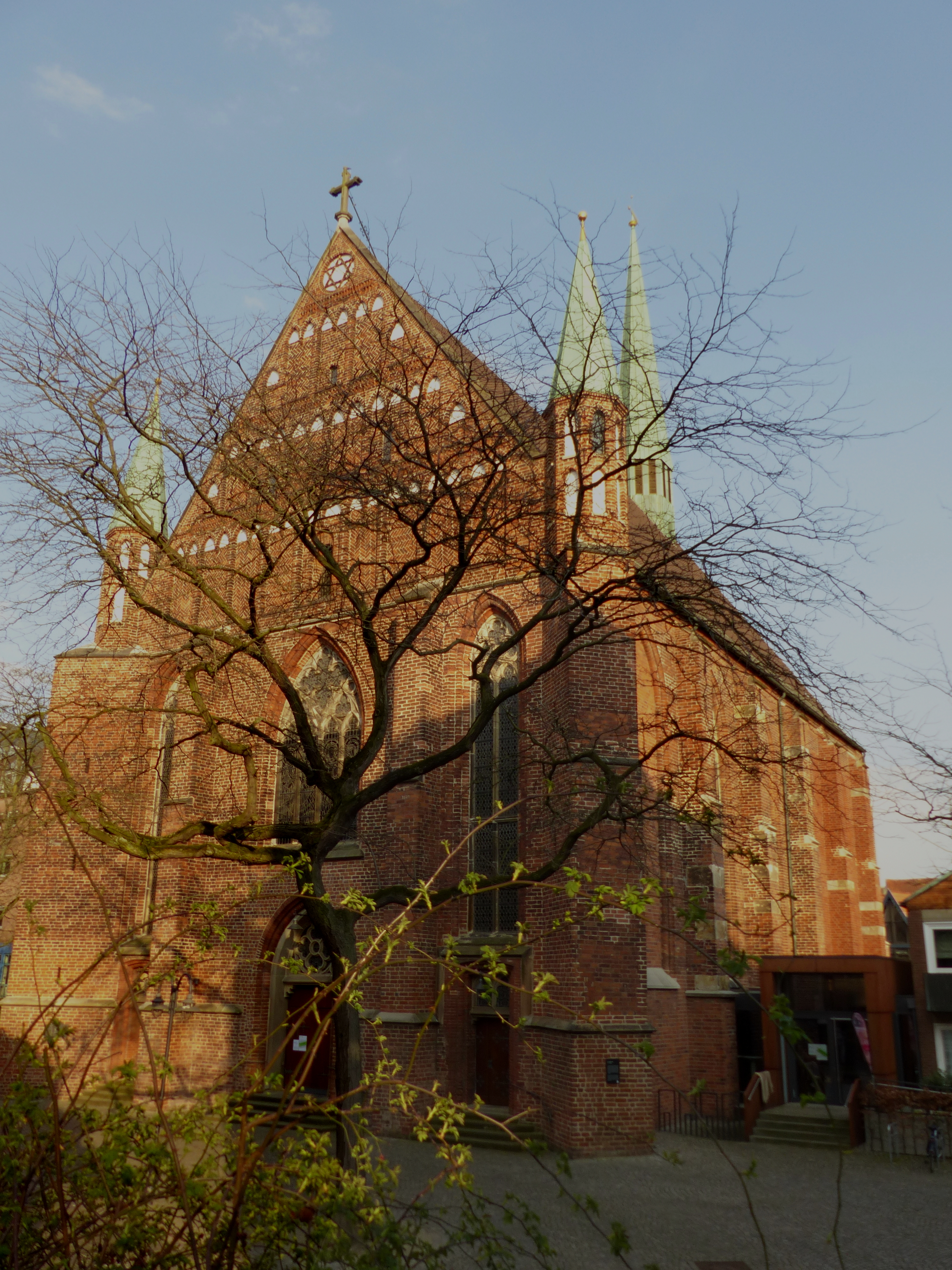
Iglesia de San Juan, en Bremen

La sede de la diócesis se encuentra en la ciudad de Osnabrück, en donde se halla la Catedral de San Pedro.
En 2023 en la diócesis existían 208 parroquias agrupadas en 10 decanatos: Grafschaft Bentheim, Bremen, Emsland-Mitte, Emsland-Nord, Emsland-Süd, Osnabrück-Nord, Osnabrück-Stadt, Osnabrück-Süd, Ostfriesland y Twistringen.

## Historia
La diócesis fue erigida en 772 y es sin duda la diócesis más antigua fundada por Carlomagno, con el objetivo de cristianizar los territorios recién conquistados de Sajonia. Originalmente, la diócesis era sufragánea de la arquidiócesis de Colonia. El primer obispo de Osnabrück fue san Wiho (785-804); el segundo obispo fue Meinardo o Meingoz (804-833) quien se convirtió en el verdadero organizador de la vida eclesiástica de la diócesis.
Los territorios administrativos de la diócesis, una vez de extensión limitada, se expandieron con el tiempo, y los príncipes-obispos ejercieron un poder cada vez mayor, también en el campo jurídico. Durante la Reforma protestante del siglo XV, Osnabrück no se puso completamente del lado de los católicos, pero tampoco abrazó el protestantismo. Esta situación de inestabilidad terminó con la Paz de Westfalia de 1648, cuando las parroquias se dividieron entre las dos religiones. Desde entonces los príncipes alternaron entre obispos católicos y protestantes. Los obispos protestantes fueron designados por el vecino duque de Brunswick-Lüneburg y eran miembros menores de la familia ducal.
El último príncipe-obispo de Osnabrück fue el luterano Federico Augusto de Hannover (1764-1803), hasta que alcanzó la mayoría de edad (1783) bajo la tutela de su padre Jorge III de Inglaterra, rey de Gran Bretaña y Hannover. Federico fue creado obispo cuando tenía 197 días.
Como parte de la secularización de los estados alemanes, sancionada por la Reichsdeputationshauptschluss de 1803, el principado eclesiástico fue suprimido y confiado al estado de Hannover, de la línea Brunswick-Lüneburg; el capítulo, y los conventos y las instituciones caritativas católicas finalmente se secularizaron. El territorio pasó a Prusia en 1806, al Reino de Westfalia en 1807, al Imperio napoleónico de Francia en 1810 y nuevamente a Hannover en 1814. Klemens von Gruben, obispo titular de Paros, fue creado vicario apostólico y se encargó de dar un nuevo espíritu a la religiosidad católica de la región.

### Restauración de la diócesis
El 26 de marzo de 1824 la diócesis de Osnabrück quedó inmediatamente sujeta a la Santa Sede como resultado de la bula Impensa Romanorum Pontificum del papa León XII. La misma bula, reconocida por la ciudadanía, impuso temporalmente una unión in persona episcopi con la diócesis de Hildesheim, pero el obispo sería representado en la ciudad de Osnabrück por un vicario general y un obispo auxiliar durante los siguientes treinta años.
Esta diócesis estaba incluida en la provincia prusiana de Hanover y consistía en el distrito de Osnabrück y el de Aurich (excepto Wilhelmshaven) y las partes de Hanover al oeste del río Weser. En 1910 se realizó un censo: 12 decanatos, 108 parroquias, 153 estaciones pastorales, 271 sacerdotes del clero secular y 12 del clero regular, con un total de 204 500 católicos. Las únicas comunidades religiosas masculinas eran la de los capuchinos que tenían un convento en Klemenswerth y una Escuela Apostólica Marista en Meppen. Las órdenes religiosas femeninas incluían benedictinas, borromeas, franciscanas, ursulinas y otras.
Como administrador apostólico, el obispo también fue nombrado vicario apostólico de las misiones del norte de Alemania y prefecto apostólico de Schleswig-Holstein. El cabildo tenía su sede en la catedral de Osnabrück y estaba formado por un decano, seis canónigos y cuatro vicarios, elegidos a su vez por el obispo y el cabildo.
Clemente de Gruben fue sucedido como obispo auxiliar por Carlos Antonio de Lüpke. A su muerte, Pío IX, con el consentimiento de Jorge V de Hannover, eligió a Paul Melchers obispo de Münster el 3 de agosto de 1857.
En 1866 el territorio de la diócesis pasó, con Hannover, a Prusia; Melchers se convirtió en arzobispo de Colonia y en el mismo año le sucedió John Henry Beckmann (1866-1878), por lo que tras una sede vacante que duró cuatro años la silla episcopal pasó a manos de Bernardo Höting (1882-1898). El siguiente obispo (en el cargo hasta 1911), Hubert Voss, fue nombrado el 12 de abril de 1899.
El 13 de agosto de 1930, mediante la bula Pastoralis officii del papa Pío XI, que daba continuidad al concordato con Prusia de 1929, la prefectura apostólica de Schleswig-Holstein y muchas zonas protestantes del norte, que habían pertenecido al vicariato apostólico del norte Alemania, fueron anexadas a la diócesis, que fue simultáneamente suprimida: Bremen, Hamburgo, la ciudad libre de Lübeck, el enclave de Lübeck del Estado Libre de Oldenburg, Mecklenburg-Schwerin, Mecklenburg-Strelitz y Schaumburg-Lippe. Con la misma bula, la diócesis, hasta entonces inmediatamente sujeta a la Santa Sede, se convirtió en sufragánea de la arquidiócesis de Colonia.
Sobre la base de la convención estipulada entre la Santa Sede y Baja Sajonia el 26 de febrero de 1965, que confirmó los artículos del concordato prusiano de 1929, el derecho de elegir a los obispos de Osnabrück pertenece al capítulo de canónigos de la catedral, en una lista de tres nombres propuesta por la Santa Sede.
El 23 de julio de 1973 cedió la parte de su territorio sujeta a la República Democrática de Alemania para la erección de la administración apostólica de Schwerin.
El 24 de octubre de 1994, una parte del norte de la diócesis (Hamburgo, Schleswig-Holstein y Mecklenburg) fue incluida en la arquidiócesis de Hamburgo, de la cual Osnabrück se convirtió en sufragánea, mediante la bula Omnium Christifidelium del papa Juan Pablo II.

## Estadísticas
Según el Anuario Pontificio 2024 la diócesis tenía a fines de 2023 un total de 533 400 fieles bautizados.
| Año                                                                             | Población            | Población | Población      | Sacerdotes | Sacerdotes    | Sacerdotes    | Bautizados por sacerdote | Diáconos permanentes | Religiosos | Religiosos | Parroquias |
| Año                                                                             | Bautizados católicos | Total     | % de católicos | Total      | Clero secular | Clero regular | Bautizados por sacerdote | Diáconos permanentes | Varones    | Mujeres    | Parroquias |
| ------------------------------------------------------------------------------- | -------------------- | --------- | -------------- | ---------- | ------------- | ------------- | ------------------------ | -------------------- | ---------- | ---------- | ---------- |
| 1949                                                                            | 910 043              | 6 820 723 | 13.3           | 709        | 689           | 20            | 1283                     |                      | 117        | 2345       | 410        |
| 1969                                                                            | 897 262              | 7 424 740 | 12.1           | 919        | 737           | 182           | 976                      |                      | 260        | 2591       | 419        |
| 1980                                                                            | 890 627              | 6 600 800 | 13.5           | 787        | 582           | 205           | 1131                     | 27                   | 267        | 2011       | 367        |
| 1990                                                                            | 879 759              | 5 915 049 | 14.9           | 698        | 528           | 170           | 1260                     | 51                   | 227        | 1635       | 372        |
| 1999                                                                            | 584 270              | 2 053 129 | 28.5           | 409        | 332           | 77            | 1428                     | 45                   | 101        | 1023       | 255        |
| 2000                                                                            | 581 599              | 2 098 994 | 27.7           | 402        | 326           | 76            | 1446                     | 49                   | 102        | 1056       | 255        |
| 2001                                                                            | 581 001              | 2 106 921 | 27.6           | 397        | 333           | 64            | 1463                     | 51                   | 91         | 1051       | 255        |
| 2002                                                                            | 582 542              | 2 106 921 | 27.6           | 416        | 336           | 80            | 1400                     | 50                   | 80         | 1051       | 255        |
| 2003                                                                            | 582 183              | 2 106 921 | 27.6           | 399        | 328           | 71            | 1459                     | 55                   | 90         | 951        | 256        |
| 2004                                                                            | 580 615              | 2 106 921 | 27.6           | 392        | 320           | 72            | 1481                     | 55                   | 91         | 965        | 256        |
| 2013                                                                            | 569 400              | 2 150 000 | 26.5           | 341        | 294           | 47            | 1669                     | 84                   | 79         | 777        | 227        |
| 2016                                                                            | 563 873              | 2 148 174 | 26.2           | 326        | 274           | 52            | 1729                     | 83                   | 63         | 693        | 221        |
| 2019                                                                            | 552 990              | 2 195 446 | 25.2           | 301        | 242           | 59            | 1837                     | 94                   | 71         | 454        | 208        |
| 2021                                                                            | 539 935              | 2 205 740 | 24.5           | 280        | 228           | 52            | 1928                     | 91                   | 62         | 569        | 208        |
| 2023                                                                            | 533 400              | 2 216 854 | 24.1           | 264        | 217           | 47            | 2020                     | 93                   | 57         | 569        | 208        |
| Fuente: Catholic-Hierarchy, que a su vez toma los datos del Anuario Pontificio. |                      |           |                |            |               |               |                          |                      |            |            |            |

## Episcopologio

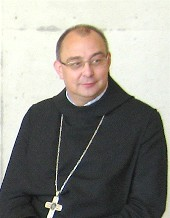
Dominicus Meier, obispo de Osnabrück desde 2024

- San Wiho (o Wicho) † (20 de abril de 783-1 de abril de 809 falleció)
- Meginardo † (circa 810-13 de abril de 829 falleció)
- Goswin † (circa 829-845 depuesto)
- San Gosberto † (845-11 de abril de 860 falleció)
- Ecberto † (860-1 de febrero de 887 falleció)
- Egilmaro † (887-3 de abril de 906 falleció)
- Bernardo † (906-918 falleció)
- Dodo I † (7 de noviembre de 921-14 de junio de 949 falleció)
- Drogo † (950-7 de noviembre de 969 falleció)
- Ludolfo † (970-31 de marzo de 978 falleció)
- Dodo II † (978-12 de abril de 996)
  - Kuno † (978-980 falleció)
- Günther † (996-24 de noviembre de 1000 falleció)
- Wodilulfo † (1001-17 de febrero de 1003 falleció)
- Dietmaro † (1003-18 de junio de 1022 falleció)
- Meginher † (27 de julio de 1023-10 de diciembre ? 1027 falleció)
- Gozmar † (24 de mayo de 1028-10 de diciembre de 1036 falleció)
- Alberico † (1037-19 de abril o 3 de diciembre de 1052 falleció)
- Benno I (o Werner) † (1053-19 de septiembre de 1067 falleció)
- Benno II † (o Bernardo) † (22 de noviembre de 1068-27 de julio de 1088 falleció)
- Marquardo † (1090 designado-1092 depuesto)
- Wicho † (1093-11 de noviembre de 1101 falleció)
- Giovanni † (1101-13 de julio de 1110 falleció)
- Gottschalk de Diepholz † (1110-1 de enero de 1119 falleció)
- Dietardo † (11 de abril de 1119-11 de febrero de 1137 falleció)
  - Corrado † (1119-1125 falleció)
- Udo de Steinfurt † (1137-28 de junio de 1141 falleció)
- Philipp von Katzenelnbogen † (1141-15 de junio de 1173 falleció)
  - Wezel † (1141)
- Arnold von Altena † (1173-15 de diciembre de 1191 falleció)
- Gerhard von Oldenburg-Wildeshausen † (1192-1216 renunció)
- San Adolfo von Tecklenburg, O.Cist. † (1216-30 de junio de 1224 falleció)
- Engelberto de Isenberg † (antes del 9 de octubre de 1224-abril de 1226 depuesto)[nota 3]
- Ottone † (mayo de 1206-6 de abril de 1227 falleció)
- Corrado de Velber † (agosto de 1227-30 de diciembre de 1238 falleció)
- Engelberto de Isenberg † (17 de mayo de 1239-30 de octubre de 1250 falleció)
- Bruno de Isenberg † (1250-20 de diciembre de 1258 falleció)
- Baldovino de Rüssel † (23 de junio de 1259-13 de febrero de 1264 falleció)
- Widukind de Waldeck † (7 de mayo de 1265-18 de noviembre de 1268 falleció)
- Corrado de Rietberg † (1269-15 de abril de 1297 falleció)
- Ludovico de Ravensberg † (18 de octubre de 1297-5 de noviembre de 1308 falleció)
- Engelberto de Weyhe † (1309-1320 falleció)
- Gottfried von Arnsberg † (14 de mayo de 1321-13 de junio de 1348 nombrado arzobispo de Bremen)
- Giovanni Hoet † (27 de julio de 1349-17 de agosto de 1366 falleció)
- Melchiorre de Brunswick-Grubenhagen † (1368-17 de octubre de 1375 nombrado obispo de Schwerin)
- Teodorico de Horne † (4 de marzo de 1377-19 de enero de 1402 falleció)
- Enrico de Schaumburg-Holstein † (18 de agosto de 1402-1410 renunció)
  - Ottone de Hoya † (15 de julio de 1410-3 de octubre de 1424 falleció) (administrador apostólico)
- Giovanni de Diepholz † (3 de agosto de 1425-29 de marzo de 1437 falleció)
  - Enrico de Hoya † (4 de noviembre de 1437-1441 depuesto) (administrador apostólico)
  - Enrico de Moers † (24 de enero de 1442-2 de junio de 1450 falleció) (administrador apostólico)
  - Alberto de Hoya † (1 de octubre de 1450-1454) (administrador apostólico)
  - Rodolfo de Diepholz † (30 de agosto de 1454-24 de marzo de 1455 renunció) (administrador apostólico)
- Corrado de Diepholz † (15 de diciembre de 1455-23 de marzo de 1482 falleció)
- Corrado de Rietberg † (11 de noviembre de 1482-9 de febrero de 1508 falleció)
- Erich von Braunschweig-Grubenhagen † (6 de septiembre de 1508-14 de mayo de 1532 falleció)
- Franz von Waldeck † (16 de agosto de 1532-15 de julio de 1553 falleció)
- Johann von Hoya † (30 de marzo de 1554-5 de abril de 1574 falleció)
- Enrico de Sajonia-Lauenburg † (5 de abril de 1574-3 de mayo de 1585 falleció)
  - Bernhard von Waldeck † (25 de mayo de 1587-11 de marzo de 1591 falleció) (obispo protestante)
  - Filippo Sigismondo de Brunswick † (5 de junio de 1591-19 de marzo de 1623 falleció) (obispo protestante)
- Eitel Friedrich von Hohenzollern-Sigmaringen † (2 de octubre de 1623-19 de septiembre de 1625 falleció)
- Franz Wilhelm von Wartenberg † (27 de enero de 1627-1 de diciembre de 1661 falleció)
  - Ernesto Augusto de Brunswick-Lüneburg † (1662-29 de enero de 1698 falleció) (obispo protestante)
- Carlo Giuseppe de Lorena † (27 de septiembre de 1698-4 de diciembre de 1715 falleció)[nota 4]
  - Ernesto Augusto II de Hannover † (1716-14 de agosto de 1728 falleció) (obispo protestante)
- Clemente Augusto de Baviera † (23 de diciembre de 1728-6 de febrero de 1761 falleció)
  - Sede vacante (1761-1857)
  - Federico Augusto de Hannover † (27 de febrero de 1764-10 de noviembre de 1802 renunció) (obispo electo)[nota 5]
  - Karl Klemens von Gruben † (1803-4 de julio de 1827 falleció) (administrador apostólico)
  - Karl Anton Lüpke † (5 de julio de 1830-8 de abril de 1855 falleció) (administrador apostólico)
  - Sede unida a la diócesis de Hildesheim (1855-1857)
- Paul Ludolf Melchers, S.I. † (3 de agosto de 1857-8 de enero de 1866 nombrado arzobispo de Colonia)
- Johannes Heinrich Beckmann † (22 de junio de 1866-30 de julio de 1878 falleció)
  - Sede vacante (1878-1882)
- Johann Bernard Höting † (10 de febrero de 1882-21 de octubre de 1898 falleció)
- Heinrich Hubert Aloysius Voß † (19 de junio de 1899-3 de marzo de 1914 falleció)
- Hermann Wilhelm Berning † (14 de julio de 1914-23 de noviembre de 1955 falleció)
- Gerhard Franz Demann † (21 de mayo de 1956-27 de marzo de 1957 falleció)
- Helmut Hermann Wittler † (22 de julio de 1957-9 de septiembre de 1987 renunció)
- Ludwig Averkamp † (9 de septiembre de 1987 por sucesión-24 de octubre de 1994 nombrado arzobispo de Hamburgo)
- Franz-Josef Hermann Bode (26 de noviembre de 1995-25 de marzo de 2023 renunció)
- Dominicus (Michael) Meier, O.S.B., desde el 28 de mayo de 2024